# Theodore Hamm
Theodore Hamm, född 14 september 1966 i Chicago är en amerikansk författare och redaktör. Hamm har varit redaktör för kulturtidskriften The Brooklyn Rail och är för närvarande (2017) ledare för journalistikprogrammet vid St. Joseph's College i New York. Han har författat ett flertal böcker, bland annat om den dödsdömde författaren Caryl Chessman.
Hamm fick 1997 utmärkelsen Outstanding Volunteer Service av San Quentin State Prison för sina insatser som frivilligundervisare på fängelsets collegeprogram.